# NGC 1668
NGC 1668 je galaksija u zviježđu Dlijetu.

## Vanjske poveznice
- SEDS: NGC 1668